# Ayọ̀bámi Adébáyọ̀
Ayọ̀bámi Adébáyọ̀ (ur. 1988 w Lagos) – nigeryjska pisarka. 

## Życiorys
Urodziła się w 1988 roku w Lagos. Jej pierwszym językiem jest joruba. Jest absolwentką studiów pierwszego i drugiego stopnia w dziedzinie literatury anglojęzycznej na Obafemi Awolowo University w Ife. W 2004 roku uzyskała także tytuł Master of Arts w dziedzinie pisania kreatywnego na Uniwersytecie Wschodniej Anglii, gdzie studiowała dzięki międzynarodowemu stypendium. Uczestniczyła w zajęciach warsztatowych Chimamandy Ngozi Adichie, do których została wybrana przez prowadzącą, oraz uczyła się u Margaret Atwood. Od 2009 roku pracowała jako redaktorka w „Saraba Magazine”. Jej opowiadania ukazały się w szeregu periodyków i antologii, w tym w antologii New Daughters of Africa. W 2015 roku znalazła się na liście wschodzących gwiazd literatury nigeryjskiej gazety „Financial Times”.
Zadebiutowała w 2017 roku powieścią Zostań ze mną, którą napisała po angielsku. Autorka opisuje w niej kryzys młodego małżeństwa, dramat bezpłodności i problem wielożeństwa na tle burzliwych lat 80. i 90. w Nigerii. Powieść została pozytywnie przyjęta przez krytykę i znalazła się w finale nagród Women’s Prize for Fiction (2017) oraz Wellcome Book Prize (2018), a w 2019 roku została wyróżniona nagrodą 9Mobile Prize for Literature.
W 2023 roku jej druga powieść, A Spell of Good Things, znalazła się na długiej liście nominowanych do Nagrody Bookera.
Adébáyọ̀ mieszka w Ife.

## Twórczość
- 2017: Stay With Me, wyd. pol.: Zostań ze mną. Karolina Iwaszkiewicz (tłum.). Wydawnictwo Marginesy, 2019. ISBN 978-83-66140-25-7. Brak numerów stron w książce
- 2023: A Spell of Good Things[9]